# حکومت پلیسی (فیلم ۱۹۸۹)
حکومت پلیسی (انگلیسی: Police State) یک فیلم به کارگردانی کریس نونان است که در سال ۱۹۸۹ منتشر شد.